# Sơn Xuân
Sơn Xuân là một xã thuộc huyện Sơn Hòa, tỉnh Phú Yên, Việt Nam.
Xã Sơn Xuân có diện tích 48,84 km², dân số năm 1999 là 1105 người, mật độ dân số đạt 23 người/km².